# Spiritwood

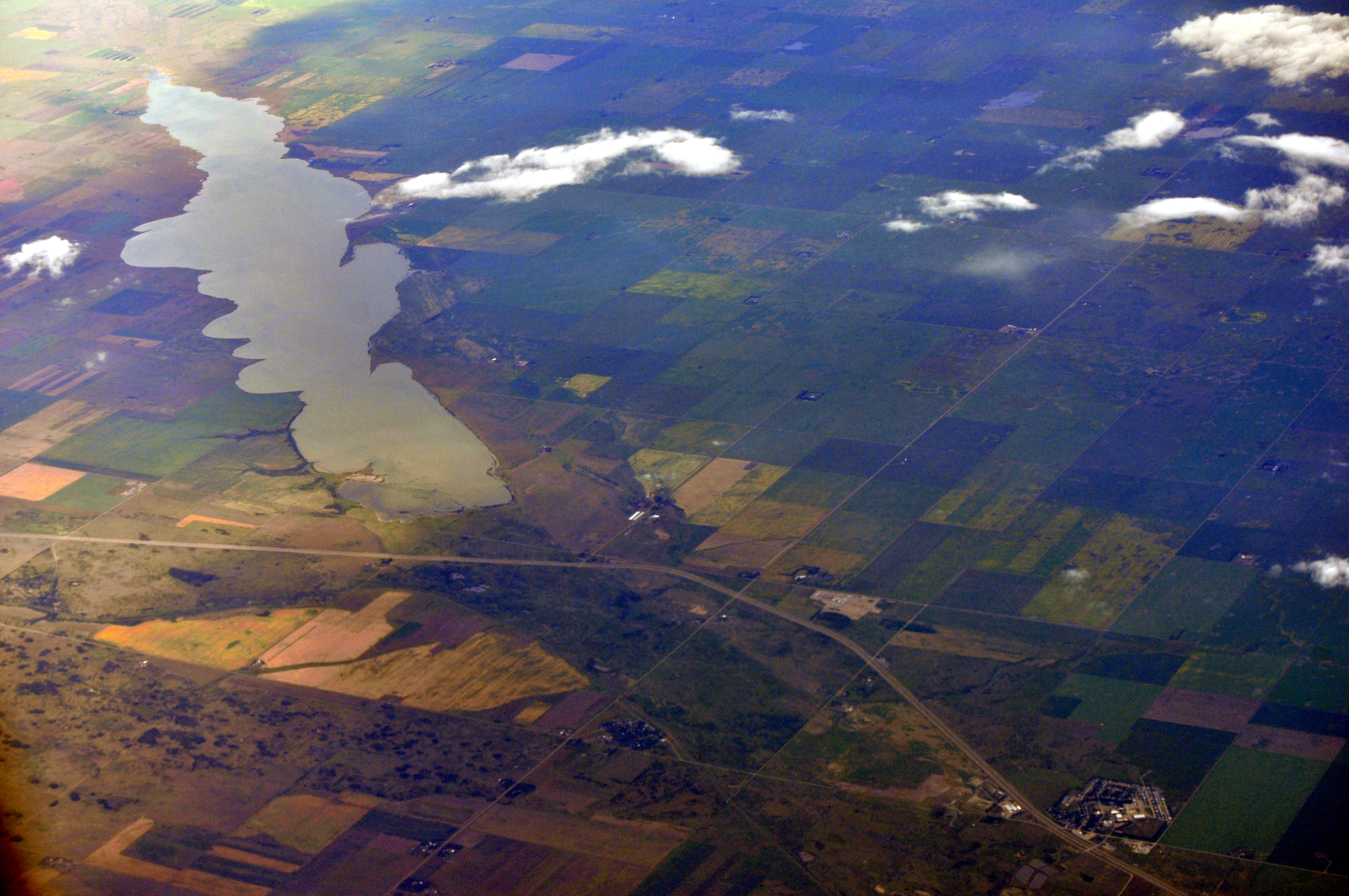
Vista aèria del Pelican Lake

Spiritwood és una població al bosc boreal del centre de Saskatchewan, Canadà, amb una població aproximada de 1000 habitants. És a una distància de 125 km a l'est de Prince Albert i 110 km al Nord-Est de North Battleford a l'encreuament de les carreteres Highway 3, Highway 24 i Highway 376. És un centre de comerç i de serveis per tal com és la població més gran de la seva rodalia. Així com l'administració dels Parcs Naturals del Withchekan Lake, Big River i Pelikan Lake, inclosa la seva guarda muntada. És proveït amb un centre d'assistència de salut primària. No disposa però d'una línia regular d'autobús.

## Història
L'indret començà a ésser poblat cap al 1911- 12, però cresqué poc fins l'arribada del ferrocarril als darrers anys 20. El 1923 s'instal·là la primera oficina de correus. El nom de Spiritwood deriva del de la població de Spiritwood Lake a Dakota del Nord. L'1 d'octubre del 1923 es va convertir en municipi (village incorporated) i el setembre de 1965 es convertí en ciutat (town). On October 1, 1935, Spiritwood was incorporated as a village and, by September 1, 1965, the community had grown large enough to attain town status.

## Demogràfia
L'any 2011 tenia 916 habitants amb una edat mitjana de 44,9 anys. El 2006 la renda mitjana per capita era de 38.963$ canadencs.

## Economia
Predomina l'agricultura mixta de grans, sobretot per a engreix del bestiar. També existeix una companyia amb connexions globals en la genètica i reproducció del porc que dona feina a uns 50 treballadors. Al Nord del terme existeixen algunes explotacions de fusta, no gaire grans per això.

## Atraccions
Cap a mitjans d'estiu se celebra un popular Rodeo. El museu de Història de la població exhibeix alguns tractors antics prou valuosos i encara funcionals. Existeix també un camp de golf, així com càmpings des d'on gaudir de sis parcs naturals regionals i 35 llacs on practicar la pesca.